# Barda (villaggio)
Barda (in russo Барда́?) è un villaggio della Russia europea nord-orientale (Territorio di Perm'); è il centro amministrativo del distretto Bardymskij.
Si trova sulla riva sinistra del Tulva, 125 km a sud-sud-ovest di Perm' e 40 km a sud di Osa.